# SeaWorld Parks & Entertainment
La SeaWorld Parks & Entertainment è un'azienda statunitense attiva nel settore dei parchi di divertimento. La compagnia è stata una sussidiaria della Anheuser-Busch, a sua volta interamente controllata dalla multinazionale della birra Anheuser-Busch InBev, con il nome di Busch Entertainment Corporation fino al 1º dicembre 2009, quando è stata acquistata dal Blackstone Group che le ha cambiato il nome.

## Storia
La compagnia nasce originariamente dallo scorporo delle attività nel settore dei parchi di divertimento della Anheuser-Busch, presente nel settore con alcuni parchi a marchio Busch Gardens. Nel 1989 la Busch Entertainment comprò dalla Harcourt Brace Jovanovich i parchi Central Florida, Cypress Gardens e Boardwalk and Baseball oltre ad alcune strutture a marchio SeaWorld. Il Boardwalk and Baseball fu chiuso entro breve tempo e in seguito anche il Cypress Gardens fu venduto e ora opera indipendentemente.
Nel 2008 la compagnia madre Anheuser-Busch fu acquistata dal colosso belga InBev. Basandosi sul modus operandi già mostrato dalla InBev che prevedeva di vendere i beni non principali della compagnia acquistata per pagare il debito contratto nell'acquisto stesso ci si aspettava fin dall'inizio che la Busch Entertainment venisse venduta o liquidata. La InBev diede inizio a trattative su diversi tavoli tuttavia le basse offerte ricevute hanno portato i dirigenti della InBev a rimandare l'operazione e in seguito anche la riuscita vendita della Tsingtao Brewery ha portato una liquidità che ridusse la necessità di vendere la BEC rapidamente.
Nonostante tutto, la compagnia è stata venduta nel 2009 al Blackstone Group, che le ha dato la sua denominazione attuale.

## Proprietà
Busch Gardens
- Busch Gardens Tampa Bay (Tampa, Florida)
- Busch Gardens Williamsburg (Williamsburg, Virginia)

SeaWorld
- SeaWorld Orlando (Orlando, Florida)
- SeaWorld San Antonio (San Antonio, Texas)
- SeaWorld San Diego (San Diego, California)

Parchi acquatici
- Adventure Island (Tampa, Florida)
- Aquatica (Orlando, Florida)
- Water Country USA (Williamsburg, Virginia)

Altri parchi
- Sesame Place (Langhorne (Pennsylvania))
- Discovery Cove (Orlando, Florida)

## Proprietà cedute
Busch Gardens
- Pasadena, California (1905-1937)
- Van Nuys, California (1964-1979)
- Houston, Texas (1971-1972)

SeaWorld
- SeaWorld Ohio (Aurora, Ohio) (1989-2001)

Altri
- Cypress Gardens (Winter Haven, Florida) comprato nel 1989, rivenduto alla dirigenza locale del parco.
- Boardwalk and Baseball (Haines City, Florida) comprato nel 1989, chiuso.
- PortAventura Park (Salou, Spagna) costruito nel 1995 in joint venture :  Tussauds Group (40,01 %), La Caixa (33,19 %), Anheuser-Busch (19,9 %), FECSA (6,7 %). Universal comprò dei quota nel 1998, ma rivendette poi nel 2004[2][3][4][5].